# 哈梅尔·博阿扎
哈梅尔·博阿扎（Hameur Bouazza，1985年2月22日—）出生于法国埃夫里，是一位已退役阿尔及利亚职业足球运动员，司职前锋。
尽管他出生在法国，但他父母均出生於阿尔及利亚，因此他选择加盟阿尔及利亚国家足球队。

## 生平

### 球會
早年博阿扎获得了屈福特所提供的奖学金。在2005/06年赛季中，博阿扎的重要性不及达里乌斯·亨德森（Darius Henderson）、和，并且由于跖骨骨折导致过长时间的缺席，但是这不能阻止他在19场比赛中射入3个进球，其中一个进球是沃特福德4-1大胜冠军联赛亚军錫菲聯比赛中沃特福德所攻入的第4粒进球。
在赛季中博阿扎被租借去了史雲頓，在斯文登期間，他在11场比赛中射入2个进球，通常情况下他依然是沃特福德的替补球员，但在整个2006/07年赛季他多次在比赛中首发出场。在沃特福德队中博阿扎出任最常见的位置为左边前卫。他以良好的步速和精准的传中著称，他也善于奔跑，在比赛中多次用速度甩开对手。
2007年8月8日轉投富咸，初步身價達300萬英鎊，再按出場次數及球隊成績而可遞增到400萬英鎊，簽約四年。博阿扎初期成為球隊重心，但隨著球隊成績低落及轉換領隊，博阿扎漸不受重視。2008年8月9日在英冠開鑼前獲外借到查爾頓一個球季。2009年1月8日富咸啟動召回條款，再將保亞沙借到另一支英冠球隊伯明翰城直到餘下的球季結束，期間上陣16場及射入1球，協助球隊奪得聯賽亞軍及升級英超資格。
2009年8月18日富咸在官網宣佈博阿扎加盟土超的施華斯堡（Sivasspor）。但他僅逗留土耳其5天及上陣一場歐霸盃外圍賽後，即與施華斯堡提前解約。2009年9月1日加盟英冠球會黑池。保亞沙合共為黑池上陣20場及射入1球，雖然球隊透過附加賽取得升班英超資格，但他仍於季後約滿被放棄。2010年夏季保亞沙加盟法甲球會阿萊斯，但在2011年1月又遭球會棄用，他返回英格蘭以借用身份與英冠球會米禾爾簽署短期合約效力至球季結束。2月19日首次披甲上陣主場2-3負於米杜士堡，於下半場64分鐘後補入替報不久，憑自由球射入一度扳平比數2-2。4月19日保亞沙簽約正式加盟米禾爾，留效直至2013年夏季。

### 国家队
最初是在2006年11月阿尔及利亚足协开始和博阿扎接触，讨论能否代表阿尔及利亚国家队参加对阵布基纳法索队的比赛，但是博阿扎拒绝了这一请求，他希望法国队可以召唤他。最终他同意了2007年2月阿尔及利亚给他的第二次提议，于是在2月7日对阵利比亚国家队的比赛中哈梅尔·博阿扎首次代表阿尔及利亚出赛。
國際賽入球
| #  | 日期           | 場地           | 對賽球隊 | 賽果 | 競賽             | 報告                   |
| -- | -------------- | -------------- | -------- | ---- | ---------------- | ---------------------- |
| 1. | 2007年11月20日 | 法國鲁昂       |          | 3–2  | 友誼賽           |                        |
| 2. | 2010年1月24日  | 安哥拉卡宾达市 |          | 3–2  | 2010年非洲國家盃 | （页面存档备份，存于） |